# Herre, sänd mig
Herre, sänd mig (Thuma mina) är en psalm med text och musik från Sydafrika. Den är översatt till svenska 1979 av Anders Nyberg.

## Publicerad i
- Den svenska psalmboken 1986 som nr 584 under rubriken "Efterföljd – helgelse".
- Sång i Guds värld Tillägg till Svensk psalmbok för den evangelisk-lutherska kyrkan i Finland 2015 som nr 897 under rubriken "Tvivel och tillit".
- Psalmer och Sånger 1987 som nr 676 under rubriken "Att leva av tro - Efterföljd - helgelse".[1]